# 2348 Michkovitch
A 2348 Michkovitch (ideiglenes jelöléssel 1939 AA) a Naprendszer kisbolygóövében található aszteroida. Milorad B. Protić fedezte fel 1939. január 10-én.